# Rastakhiz
Rastakhiz (« Résurrection ») est un parti monarchiste iranien créé le 2 mars 1975 par Mohammad Reza Pahlavi, le dernier Chah d'Iran, sous le gouvernement du Premier ministre Amir Abbas Hoveida. De sa création jusqu'à la révolution de 1979, l'Iran a été une dictature du parti unique de Rastakhiz, et chaque citoyen devait devenir un membre du parti. Le peu de partis politiques qui ont eu le droit de continuer à fonctionner à cette époque ont dû s'affilier à Rastakhiz.
Une organisation de jeunesse, appelée la jeunesse Rastakhiz, existe dès la création, et Hoveyda s'y réfère comme les « instruments du développement de l'Iran ». Grâce à cette organisation de jeunes, et a un groupe de travail spécial du parti, Rastakhiz s'embarque dans une grande campagne contre les profiteurs économiques, directement dirigés contre les bazaris, qui ont vite été identifiés comme les « ennemis de l'État ». Cette campagne jouera un rôle lors de la révolution iranienne, qui voit l'alliance des bazaris et des religieux contre le pouvoir royal. En octobre 1975, le Shah se réfère à cette campagne comme un « mouvement culturel » et décrète que la lutte contre les profiteurs de guerre devrait devenir le 14e principe de la Révolution blanche.
Le parti est actif en exil depuis la révolution et, comme d'autres partis monarchistes, soutient le rétablissement de la monarchie constitutionnelle de 1906 en Iran. Les groupes monarchistes sont strictement interdits par la république islamique, et ses partisans sont emprisonnés si leurs affiliations politiques sont connues.